# Pielęgniarstwo anestezjologiczne i intensywnej opieki
Pielęgniarstwo anestezjologiczne i intensywnej opieki - dziedzina pielęgniarstwa zajmująca się pacjentami w bezpośrednim zagrożeniu życia, znieczulanymi w obszarze Bloku Operacyjnego i nieprzytomnymi w Oddziałach Intensywnej Terapii.

## Wykształcenie
Aby otrzymać tytuł specjalisty pielęgniarstwa w anestezjologii i intensywnej terapii w Polsce należy:
- ukończyć pięcioletnie studia magisterskie w dziedzinie pielęgniarstwa w Wydziale Nauk o Zdrowiu Uniwersytetu Medycznego lub uzyskać tytuł licencjata pielęgniarstwa,
- uzyskać prawo do wykonywania zawodu pielęgniarki w Okręgowej Izbie Pielęgniarek i Położnych właściwej miejscu zamieszkania,
- posiadać dwuletnie doświadczenie w pracy pielęgniarki/pielęgniarza,
- ukończyć półroczny kurs kwalifikacyjny w zakresie pielęgniarstwa anestezjologicznego,
- przystąpić do egzaminu wstępnego na specjalizację w tej dziedzinie,
- przystąpić do dwuletniej specjalizacji[1] w dziedzinie pielęgniarstwa anestezjologicznego i intensywnej opieki i zdać końcowy egzamin państwowy.

## Uprawnienia
Do uprawnień specjalisty pielęgniarstwa w anestezjologii i intensywnej terapii należą:
- Kaniulacja naczyń[3] tętniczych i pobieranie materiału w celach diagnostycznych.
- Zakładanie dostępów do monitorowania pomiarów inwazyjnych.
- Ocena stanu zdrowia na podstawie badania podmiotowego i przedmiotowego /wywiad, badanie fizykalne/, udział w premedykacji pacjenta.
- Prowadzenie resuscytacji krążeniowo-oddechowej (w tym: defibrylacja, podawanie dożylne leków silnie działających, intubacja dotchawicza w sytuacjach nagłych).
- Wykonanie konikotomii w sytuacji zagrożenia życia.
- Wykonywanie zapisu EKG serca oraz interpretacja zmian w zapisie.
- Prowadzenie oceny stanu wydolności narządowej i świadomości pacjenta przy pomocy stosowanych skal oceny.
- Modyfikowanie dawki leków p/bólowych w terapii bólu.
- Wykonanie próby biologicznej przed transfuzją preparatów krwi i krwiopochodnych, oraz transfuzja tych preparatów.
- Ocena wystąpienia ryzyka powikłań u pacjentów w intensywnej terapii.
- Współtworzenie zasad współpracy zespołu terapeutycznego.
- Ustalanie planu anestezjologicznej opieki pielęgniarskiej, dostosowanego dla każdego pacjenta indywidualnie.
- Organizowanie stanowisk pracy pielęgniarek anestezjologicznych zgodnie z przepisami bezpieczeństwa i higieny pracy, ergonomii, ochrony przeciwpożarowej i ochrony środowiska, utrzymanie w gotowości i sprawności aparatury monitorującej i pozostałego sprzętu medycznego i niemedycznego.
- Ścisła współpraca z pełnomocnikiem ds. jakości w ochronie zdrowia w zakładzie opieki zdrowotnej.
- Kierowanie pracą pielęgniarek anestezjologicznych.
- Ocena działań i wprowadzanie działań korygujących do pracy pielęgniarek anestezjologicznych mających na celu poprawę jakości usług medycznych.

## Rola w Ochronie Zdrowia
Pielęgniarka anestezjologiczna jest samodzielnym i niezależnym zawodem charakteryzującym się nieprzeciętnymi zdolnościami uprawniającymi do wielu czynności pielęgnacyjnych, diagnostycznych i leczniczych. Osoba legitymująca się owym tytułem zawodowym czynnie uczestniczy w leczeniu pacjenta hospitalizowanego w oddziałach intensywnej terapii, blokach operacyjnych (strona anestezjologiczna), szpitalnych oddziałach ratunkowych, centrach leczenia oparzeń oraz przewożonego w karetkach (jednostkami ratownictwa medycznego).